# Jürgen Moser
Jürgen Kurt Moser (Koningsbergen, 4 juli 1928 - Schwerzenbach, 17 december 1999) was een Duits-Amerikaans-Zwitsers wiskundige.

## Leven
Jürgen Moser werd in 1928 in de Oost-Pruisische hoofdstad Koningsbergen geboren als zoon van de neuroloog Kurt Moser en diens vrouw, de tot pianiste opgeleide Ilse Strehlke. Zijn moeder was een nicht van de violist en componist Louis Spohr. Hij bezocht net als vóór hem David Hilbert, het natuurwetenschappelijk georiënteerde Königliches Wilhelms-Gymnasium. In 1943, hij was toen 15, werd hij net als de meeste van zijn klasgenoten, ingezet bij het Duitse luchtafweergeschut (FLAK). Veel van zijn klasgenoten zouden dit niet overleven. Zijn oudere broer Friedel viel in 1945 in Rusland. Na Oost-Pruisen ontvlucht te zijn, woonde het gezin direct na de oorlog in Stralsund in Mecklenburg. Moser slaagde er in 1947 in om in aanmerking te komen voor een studie wiskunde aan de Georg-August-Universität Göttingen in Göttingen. Onder zijn leraren was Franz Rellich, onder wiens begeleiding hij in 1952 promoveerde. Een andere leraar was Carl Ludwig Siegel, wiens lezingen over de hemelmechanica hij in 1954-1955 in zijn rol als assistent van Siebel uitwerkte. Later zou dit werk nog onder hun beider naam als een monografie worden gepubliceerd. In 1955 werd hij assistent professor aan het bij de New York University aangesloten Courant Institute of Mathematical Sciences. Dit instituut was opgericht door Richard Courant, de uit Duitsland verdreven opvolger van Felix Klein aan de universiteit van Göttingen. In 1953-54 had Moser hier ook al als Fulbright Scholar gestudeerd. Moser was vanaf 1957 verbonden aan het MIT. Vanaf 1960 was hij hoogleraar aan het Courant Institute, waarvan hij van 1967 tot 1970 ook de directeur was. In 1959 werd hij Amerikaans staatsburger. Vanaf 1980 was hij verbonden aan de ETH Zürich, waar hij van 1982-1995 als directeur van het onderzoeksinstituut voor de wiskunde werkte. In de periode 1983–1986 was Moser president van de Internationale Wiskundige Unie. Hij ontving in  1969 de James Craig Watson Medal, in 1984 de Brouwermedaille en in 1992 de Cantor-medaille. In 1995 ging hij met emeritaat en nam hij de Zwitserse nationaliteit aan. In 1999 stierf hij in het Universitair Ziekenhuis van Zürich aan de gevolgen van prostaatkanker.

## Werk
Moser is het bekend gekend voor zijn bijdrage aan de naar Andrei Kolmogorov, Vladimir Arnold en naar hemzelf genoemde KAM-theorie. Deze vindt zijn oorsprong in de storingsrekening voor meerlichamenproblemen in de hemelmechanica. Het belangrijkste resultaat van deze theorie zijn uitspraken over het bestaan van stabiele tori in de faseruimte, waarom zich bij kleine verstoringen de lichamen quasi-periodiek bewegen. Moser leverde daarnaast veel andere belangrijke bijdragen, aan de theorie van de partiële differentiaalvergelijkingen, aan de theorie van integreerbare systemen en aan de functietheorie van meer complexe variabelen. De stelling van Nash-Moser in de theorie van de partiële differentiaalvergelijkingen is naar hem en John Nash genoemd. Hij werkte in de functietheorie onder andere met Shiing-Shen Chern samen. Zij introduceerden de Chern-Moser-invarianten van reële hyperoppervlakken. Moser en Sidney Webster bestudeerden geïsoleerde complexe punten van reële oppervlakken van codimensie twee in de tweedimensionale complexe ruimte.

## Uitgekozen werken
- met Carl Ludwig Siegel, Lectures on celestial mechanics, Springer 1971, 1995 (aangepaste Engelse uitgaven van de Duitse uitgave Vorlesungen über Himmelsmechanik uit 1956, toen nog alleen onder Siegels naam), ISBN 3-540-58656-3
- On invariant area preserving maps of an annulus, Nachr.Akad.Wiss.Göttingen 1962
- Stable and random motions in dynamical systems, ISBN 9780691089102 Princeton 1973, nieuwere editie bij "PUP Centennial Titles" 2001
- Lectures on Hamiltonian systems, Memoirs American Mathematical Society 1968
- Integrable Hamiltonian systems and Spectral theory 1983 (Fermi Vorlesung Pisa)
- Selected chapters in the calculus of variations 2003
- met Eduard Zehnder, Notes on dynamical systems American mathematical society, 2005 (volgender delen bijvoorbeeld over de KAM-theorie waren gepland), ISBN 0-8218-3577-7
- Hidden symmetries in dynamical systems, American Scientist November 1979
- Is the solar system stable?, Mathematical Intelligencer 1978, Mitteilungen DMV 1996
- Störungstheorie des kontinuierlichen Spektrums für gewöhnliche Differentialgleichungen zweiter Ordnung, dissertatie, Mathematische Annalen 1953
- Convergent series expansion for quasiperiodic motion, Mathematische Annalen, 1967
- Dynamical Systems- Past and Present, ICM Berlin 1998